# Bisk
Bisk (en ruso: Бийск) es una ciudad en el krai de Altái, Rusia. Según el censo de 1989, contaba con 233 238 habitantes; en el de 2002 figuraban 218 562; y en el de 2010, 210 115. Esto indica que ha perdido aproximadamente un 10 % de su población desde la caída del Muro de Berlín, a pesar de lo cual sigue siendo la segunda ciudad más poblada del krai, justo tras la capital Barnaúl. En Bisk confluyen los ríos Biya y Katún, que forman el gran río Obi —el segundo más largo de Rusia (tras el río Yeniséi) y el séptimo del mundo—.

## Geografía
Bisk está situada en el suroeste de Siberia, sobre el río Biya, muy cerca de la confluencia con el río Katún. La ciudad se considera "la puerta de las montañas Altái", debido a su posición geográfica, no muy lejos de esas montañas. En Bisk comienza la carretera Chuyski Trakt, que pasa muy cerca de la frontera con Mongolia.

### Clima
| Parámetros climáticos promedio de Bisk (normales 1991-2020), extremos 1936-presente | Parámetros climáticos promedio de Bisk (normales 1991-2020), extremos 1936-presente | Parámetros climáticos promedio de Bisk (normales 1991-2020), extremos 1936-presente | Parámetros climáticos promedio de Bisk (normales 1991-2020), extremos 1936-presente | Parámetros climáticos promedio de Bisk (normales 1991-2020), extremos 1936-presente | Parámetros climáticos promedio de Bisk (normales 1991-2020), extremos 1936-presente | Parámetros climáticos promedio de Bisk (normales 1991-2020), extremos 1936-presente | Parámetros climáticos promedio de Bisk (normales 1991-2020), extremos 1936-presente | Parámetros climáticos promedio de Bisk (normales 1991-2020), extremos 1936-presente | Parámetros climáticos promedio de Bisk (normales 1991-2020), extremos 1936-presente | Parámetros climáticos promedio de Bisk (normales 1991-2020), extremos 1936-presente | Parámetros climáticos promedio de Bisk (normales 1991-2020), extremos 1936-presente | Parámetros climáticos promedio de Bisk (normales 1991-2020), extremos 1936-presente | Parámetros climáticos promedio de Bisk (normales 1991-2020), extremos 1936-presente |
| Mes                                                                                 | Ene.                                                                                | Feb.                                                                                | Mar.                                                                                | Abr.                                                                                | May.                                                                                | Jun.                                                                                | Jul.                                                                                | Ago.                                                                                | Sep.                                                                                | Oct.                                                                                | Nov.                                                                                | Dic.                                                                                | Anual                                                                               |
| ----------------------------------------------------------------------------------- | ----------------------------------------------------------------------------------- | ----------------------------------------------------------------------------------- | ----------------------------------------------------------------------------------- | ----------------------------------------------------------------------------------- | ----------------------------------------------------------------------------------- | ----------------------------------------------------------------------------------- | ----------------------------------------------------------------------------------- | ----------------------------------------------------------------------------------- | ----------------------------------------------------------------------------------- | ----------------------------------------------------------------------------------- | ----------------------------------------------------------------------------------- | ----------------------------------------------------------------------------------- | ----------------------------------------------------------------------------------- |
| Temp. máx. abs. (°C)                                                                | 6.5                                                                                 | 9.9                                                                                 | 17.4                                                                                | 33.7                                                                                | 36.7                                                                                | 37.2                                                                                | 38.9                                                                                | 38.8                                                                                | 37.0                                                                                | 28.4                                                                                | 19.7                                                                                | 10.8                                                                                | 38.9                                                                                |
| Temp. máx. media (°C)                                                               | -10.7                                                                               | -7.4                                                                                | 0.4                                                                                 | 11.9                                                                                | 20.4                                                                                | 25.1                                                                                | 26.6                                                                                | 25.1                                                                                | 18.3                                                                                | 10.2                                                                                | -1.4                                                                                | -8.1                                                                                | 9.2                                                                                 |
| Temp. media (°C)                                                                    | -16.3                                                                               | -14.1                                                                               | -6.1                                                                                | 5.0                                                                                 | 12.8                                                                                | 18.2                                                                                | 20.0                                                                                | 17.7                                                                                | 11.1                                                                                | 3.9                                                                                 | -6.1                                                                                | -13.1                                                                               | 2.8                                                                                 |
| Temp. mín. media (°C)                                                               | -21.6                                                                               | -19.8                                                                               | -11.8                                                                               | -0.8                                                                                | 5.9                                                                                 | 11.7                                                                                | 14.0                                                                                | 11.3                                                                                | 5.3                                                                                 | -0.9                                                                                | -10.1                                                                               | -17.9                                                                               | -2.9                                                                                |
| Temp. mín. abs. (°C)                                                                | -51.8                                                                               | -50.6                                                                               | -43.1                                                                               | -31.5                                                                               | -7.8                                                                                | -1.2                                                                                | 2.0                                                                                 | -2.1                                                                                | -7.6                                                                                | -24.1                                                                               | -43.9                                                                               | -50.5                                                                               | -51.8                                                                               |
| Precipitación total (mm)                                                            | 30.1                                                                                | 23.7                                                                                | 26.1                                                                                | 40.5                                                                                | 57.3                                                                                | 55.3                                                                                | 70.0                                                                                | 53.0                                                                                | 42.2                                                                                | 49.3                                                                                | 53.2                                                                                | 40.6                                                                                | 541.3                                                                               |
| Fuente: Pogoda.ru.net                                                               |                                                                                     |                                                                                     |                                                                                     |                                                                                     |                                                                                     |                                                                                     |                                                                                     |                                                                                     |                                                                                     |                                                                                     |                                                                                     |                                                                                     |                                                                                     |

## Historia
La ciudad fue fundada en el año 1709 como una fortaleza de la orden del emperador ruso Pedro el Grande, pero en aproximadamente un año fue quemada por una tribu nómada y tuvo que ser reconstruida en el año 1718. Fue perdiendo gradualmente su papel como base militar, pero se convirtió en un importante centro comercial en el año 1782.

## Economía
La industria de la ciudad creció rápidamente, especialmente después de que algunas fábricas fueran trasladadas desde el oeste de la Unión Soviética durante la Segunda Guerra Mundial. Más tarde la ciudad fue un importante centro de desarrollo y producción de armamentos y sigue siendo un importante centro industrial.

## Población
| 17 200 | 73 000 | 80 300 | 146 000 | 181 000 | 186 000 | 233 200 | 239 400 | 218 562 | 222 900 |

## Transportes
Bisk tiene una estación de ferrocarril, un puerto en el río Biya, y es servida por el aeropuerto de Biysk. La carretera federal Novosibirsk-Bisk-Tashanta pasa por la ciudad.

## Educación y cultura
Biysk es un centro de educación y cultura, con una universidad de magisterio, un instituto técnico y otras muchas instituciones educativas, entre las cuales se encuentra una escuela de arte dramático (fundada en el año 1943), un museo de tradiciones locales, etc.